# Jugant amb foc (pel·lícula de 2019)
Jugant amb foc (títol original en anglès, Playing with Fire) és una pel·lícula de comèdia familiar estatunidenca del 2019 dirigida per Andy Fickman a partir d'un guió de Dan Ewen i Matt Lieberman basat en una història del mateix Ewen. La pel·lícula és protagonitzada per John Cena, Keegan-Michael Key, John Leguizamo, Brianna Hildebrand, Dennis Haysbert i Judy Greer. Explica la història d'un grup de bombers paracaigudistes que han de vigilar tres nens rescatats d'una cabana en flames fins que arribin els serveis infantils. S'ha doblat al valencià per a À Punt; també s'ha subtitulat al català central.
La pel·lícula va ser estrenada a les sales de Paramount Pictures el 8 de novembre de 2019 als Estats Units. És la tercera pel·lícula de Walden Media produïda per Nickelodeon Movies després de La teranyina de la Carlota i Dora and the Lost City of Gold (aquesta darrera també es va estrenar el 2019). La pel·lícula va recaptar 68 milions de dòlars a tot el món amb un pressupost de 29 milions de dòlars i va rebre majoritàriament crítiques negatives.